# Nieuwendijk (Amsterdam)

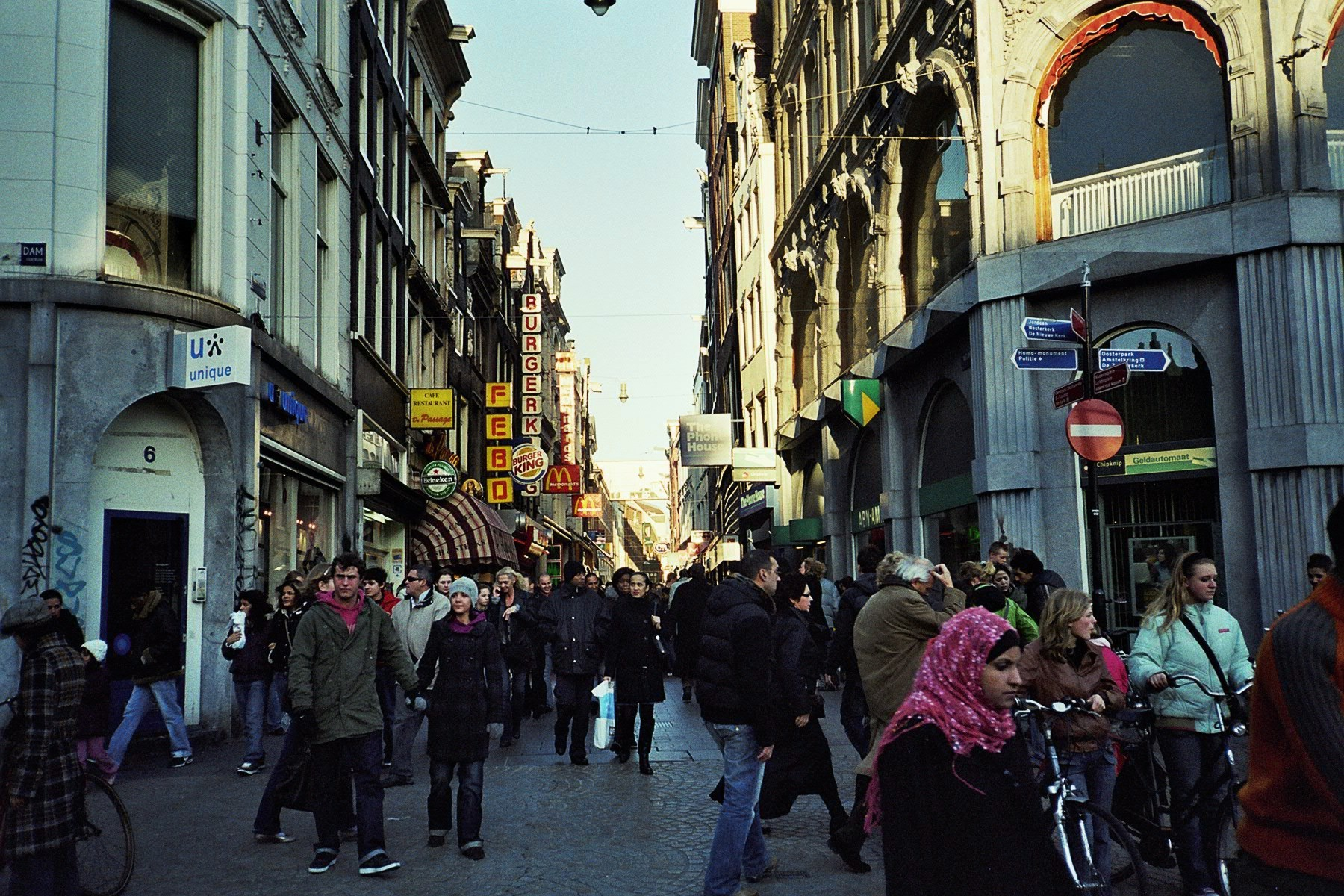
Vue de la Nieuwendijk, rue commerçante étroite et très animée du centre de Amsterdam.

Nieuwendijk (« Nouvelle digue » en néerlandais) est une rue commerçante d'Amsterdam aux Pays-Bas.

## Situation et accès
Située dans l'arrondissement Centrum, et qui relie la place du Dam à Haarlemmerstraat, elle est prolongée par la Kalverstraat, la plus ancienne rue commerçante de la ville qui débute de l'autre côté du Dam, et suit un tracé parallèle à celui du Damrak et du Nieuwezijds Voorburgwal en direction de la gare centrale d'Amsterdam. La dernière portion de la rue au nord suit cependant une forme de courbe vers l'ouest qui débouche sur le Martelaarsgracht. Ce segment situé entre le canal et Haarlemmerstraat est communément appelé Korte Nieuwendijk.

## Historique
À l'époque de la ville médiévale, la combinaison de la Nieuwendijk et de la Kalverstraat formait une digue construite le long de la rive ouest de l'Amstel, au niveau de l'actuel Rokin-Damrak. La différence de hauteur entre ces rues en témoigne toujours aujourd'hui.
Au début des années 1990, la présence de nombreux junkies dans la partie nord de la rue la rendirent mal famée. Elle est aujourd'hui devenue une rue commerçante moderne, orientée vers les touristes et les visiteurs d'un jour. Jusqu'aux années 1970, elle était encore accessible aux voitures. Elle fut ensuite réaménagée et pavée spécialement pour les piétons,.